# Santiago Lawn Tennis Club
Santiago Lawn Tennis Club es una institución deportiva argentina de tenis, rugby masculino, hockey sobre césped, natación, fútbol, básquet y vóley, con sede en la ciudad de Santiago del Estero. Es miembro de la Unión Santiagueña de Rugby y su equipo compite en la Liga Norte Grande 2024.

## Historia

### Fundación
El 16 de diciembre de 1915, a las 19hs., se iniciaba la sesión donde se declaró constituida una institución deportiva y social, que recibió la denominación de Santiago Lawn Tennis Club. Luego, se procedió a la redacción del Estatuto y al nombramiento de la primera Comisión Directiva que estaba conformada por los siguientes miembros, El club conformado por el presidente Ing. Jorge Pinto, el vicepresidente Dr. Federico Pinto Gallo, el secretario Sr. Héctor Lombardo, el prosecretario Dr. Carlos Gauna, el tesorero Sr. Alberto de Mitre, el protesorero: Sr. Leónidas Achával y los vocales María Cordero, Julia Durán, Elma Gallego, Sara Pinto Gallo, Lola Contreras López, Elena González Villar, María Rosa Cordero, Felipa Duran, Alicia Argañaráz, Teresa Berdaguer, Aurelia de Mitre, Cecilia González Villar, María Achával, Chita Christensen, Aníbal Paz, Roberto Schaefer y José Achával.

### El crecimiento del club
La idea original de los fundadores era contar con un lugar destinado al juego de tenis, además del cricket y las bochas.
Más adelante se construyó una cancha de patín anexa a la de tenis. En 1919 se instaló luz eléctrica, lo que posibilitó la ampliación de los horarios para el uso de las instalaciones.
Las instalaciones iban adquiriendo una nueva fisonomía. Los tenistas contaban ya con dos canchas para la práctica de ese deporte. Se construyó también una cancha de básquetbol.
En cuanto al progreso deportivo, se comenzaron a practicar numerosas disciplinas: tenis, pelota paleta, natación, básquetbol, yudo y gimnasia. Se destacaron los profesores Santos Cuba, Amílcar Leiva, Martín Acuña y Aldo Sialle, entre otros.
En 1969 se funda la Unión Santiagueña de Rugby, en la que actualmente participa el Santiago Lawn Tennis Club.

## Presidentes de la institución
• 1915 – Jorge Pinto
• 1917 – Federico Pinto Galeo
• 1918 – Melitón Gonzáles
• 1918 – Anselmo Luna
• 1920 – Jorge Pinto
• 1922 – Anselmo Luna
• 1930 – Rafael Luna
• 1945 – Guillermo Corbalán
• 1946 – Juan A. Barraza
• 1948 – Luis Cortigiani
• 1950 – Jorge Castro
• 1956 – Héctor Bonacina
• 1958 – Francisco López Bustos
• 1962 – Carlos Y. Lugones
• 1964 – Francisco López Bustos
• 1970 – Alfonso de la Rúa
• 1974 – Jorge Falcione Pereda
• 1978 – Hugo Moreno Navarro
• 1982 – Julio M. Lugones
• 1986 – Manuel Suffloni Ruiz
• 1989 – Armando Meossi
• 1994 – Víctor Zaín
• 1998 – José Luis Jensen
• 2004 – Ramón Rubén Alfonso
• 2006 – Santiago Carlos Lezana
• 2008 – Adolfo Ramón Paradelo
• 2016 – Carlos Scaglione
• 2018 – Luis Degano
• 2024 – Adrián Alvarado

## Instalaciones
En 1922 el presidente, Dr. Anselmo Luna anunció que se iniciarían las obras de construcción del edificio social, según los planos presentados por el Ing. José Zarbá y gracias a un subsidio recibido del gobierno nacional. La sede social construida fue demolida luego para iniciar una nueva, que se creyó seria la definitiva, sobre los planos del Ing. Oberlander y bajo la dirección del Sr. Nazim Jozami.
Fue durante la gestión del Dr. Francisco López Bustos, a partir del año 1968, cuando se construyó la sede social definitiva, con el salón bar comedor que actualmente se utiliza. También se parquizaron las inmediaciones del edificio.
Durante el año 1976 se concreta el marcado perimetral del club, delimitándose finalmente el terreno perteneciente a la Institución.
En 2011 se concretó la construcción de los vestuarios y del quincho para el sector de hockey. Más tarde se colocó la carpeta de césped sintético en la cancha principal de hockey, quedando de esta forma a nivel de las principales canchas del país.
Luego se concretó la iluminación de la cancha de hockey y las de tenis. El número de canchas iluminadas se amplió a doce, permitiendo la práctica nocturna de este deporte. También concluyó la construcción de una nueva tribuna en la cancha número uno de rugby.